# 庐坑村
庐坑村，是中华人民共和国江西省上饶市婺源县浙源乡下辖的一个村。
庐坑村是詹姓的发祥地。隋朝大业二年（606年），一世祖詹初由歙县篁墩迁居在此。
庐坑村拥有以下6处文物保护单位：
1. 詹初墓，浙源乡庐坑村庙上村，江西省文物保护单位
2. 龙川桥 明，婺源县文物保护单位
3. 凌云桥 明，婺源县文物保护单位
4. 龙隐桥 明，婺源县文物保护单位
5. 詹天佑祖母墓 清，婺源县文物保护单位
6. 琉璃石井 明 ，婺源县文物保护单位